# ...IAM
...IAM – siódmy studyjny album francuskiego zespołu hip-hopowego IAM, którego premiera odbyła się 18 listopada 2013 roku. Płyta została wydana nakładem francuskiego oddziału wytwórni Def Jam Recordings i była nagrywana w Paryżu, Nowym Jorku i Marsylii.
Pierwszym singlem promującym album był utwór "Si J'avais 20 Ans", który został wydany w październiku 2013 r. Drugi singel pt. "CQFD" ukazał się miesiąc później.
Płyta zadebiutowała na 10. miejscu notowania SNEP.

## Lista utworów
Źródło.
1. "DJ Daz Présente..." - 1:07
2. "Poudre De Brique Rouge" - 3:48
3. "Peines Profondes" - 4:55
4. "Ouais C'est Ca" - 3:43
5. "Artificielle" - 4:17
6. "C*A*S*H" - 3:36
7. "Mister Gentil Et Monsieur Nice" - 3:29
8. "CQFD" - 3:48
9. "Si J'Avais 20 Ans" - 3:56
10. "Medailles" - 3:58
11. "Fuck Le Refrain" - 2:32
12. "Musik" (feat. Saïd) - 3:42
13. "Geometrie De L'ennui" - 3:17
14. "A Nos Boots" - 4:05
15. "Que Fait La Police" - 3:50
16. "Renaissance" - 3:51